# Петрухин, Кузьма Андреевич
Кузьма Андреевич Петрухин (1906 — неизвестно, Донецк, Украинская ССР) — старший вальцовщик сортопрокатного цеха Сталинского металлургического завода имени Сталина, Сталинская область, Украинская ССР. Герой Социалистического Труда (1958).

## Биография
С 1924 года трудился чернорабочим, вальцовщиком, с 1938 года — старшим вальцовщиком сортопрокатного цеха Донецкого металлургического завода имени Сталина. Участвовал в стахановском движении. С 1939 года член ВКП(б). После освобождения Донбасса в сентябре 1943 года от немецких захватчиков восстанавливал разрушенное производство. Благодаря самоотверженному труду рабочих через пять месяцев были восстановлены мартеновская печь № 4, доменная печь и прокатные станы.
В послевоенные годы трудился вальцовщиком стана «250» в сортопрокатном цехе. Ежегодно показывал высокие трудовые результаты. Указом Президиума Верховного Совета СССР от 19 июля 1958 года удостоен звания Героя Социалистического Труда за «выдающиеся успехи, достигнутые в деле развития чёрной металлургии» с вручением ордена Ленина и золотой медали «Серп и Молот» (№ 9298).
Этим же указом званием Героя Социалистического Труда был награждён вальцовщик Сталинского металлургического завода Леонид Кузьмич Бубнов.
Трудился на Донецком металлургическом заводе до выхода на пенсию. С 1968 года — персональный пенсионер союзного значения. Проживал в Донецке. Дата смерти не установлена.
Награды
- Герой Социалистического Труда
- Орден Ленина
- Орден Трудового Красного Знамени (01.05.1949)
- Почётный гражданин Донецка